# Ragunda tingslag
Ragunda tingslag var ett tingslag i Jämtlands län. Ragunda tingslag var Jämtlands östligaste tingslag. Det hade år 1931 en yta av 3 978 km² och hade då 15 092 invånare. Tingsställe var före 1897 Ragunda/Pålgård därefter stationssamhället Ragunda.
Ragunda tingslag bildades 1741. Tingslaget upphörde 1948 då verksamheten överfördes till Jämtlands östra domsagas tingslag. 
Tingslaget ingick till 1812 i Jämtlands domsaga, mellan 1812 och 1879 Norra Jämtlands domsaga och från 1879 till Jämtlands östra domsaga.   

## Socknar
Ragunda tingslag omfattade sex socknar: 
- Fors socken
- Hällesjö socken
- Håsjö socken
- Ragunda socken
- Borgvattnets socken
- Stuguns socken